# Préfecture de Fukuoka
Pour les articles homonymes, voir Fukuoka (homonymie).
La préfecture de Fukuoka (福岡県, Fukuoka-ken) est une préfecture du Japon dont la capitale est Fukuoka, située au nord de l'île de Kyūshū.

## Histoire
Avant la mise en place du système des préfectures en 1871, la préfecture de Fukuoka était occupée par la province de Chikugo, la province de Chikuzen et la province de Buzen.

## Géographie
Au sud-ouest de la préfecture de Fukuoka se trouve la préfecture de Saga.
Fukuoka et Kitakyūshū sont les deux grandes villes principales, Fukuoka étant la plus grande ville de l'île de Kyūshū.

## Politique

### Villes
Liste des 29 villes de la préfecture :
| - Asakura - Buzen - Chikugo - Chikushino - Dazaifu | - Fukuoka (capitale) - Chūō-ku - Hakata-ku - Higashi-ku - Jōnan-ku - Minami-ku - Nishi-ku - Sawara-ku | - Fukutsu - Iizuka - Itoshima - Kama - Kasuga | - Kitakyūshū - Kokurakita-ku - Kokuraminami-ku - Moji-ku - Tobata-ku - Wakamatsu-ku - Yahatahigashi-ku - Yahatanishi-ku | - Koga - Kurume - Miyama - Miyawaka - Munakata - Nakagawa - Nakama - Nōgata | - Ogōri - Ōkawa - Ōmuta - Ōnojō - Tagawa - Ukiha - Yame - Yanagawa - Yukuhashi |

### Districts, bourgs et villages
Liste des 11 districts de la préfecture, ainsi que de leurs 29 bourgs et deux villages :
| - District d'Asakura - Chikuzen - Tōhō (village) - District de Chikujō - Chikujō - Kōge - Yoshitomi - District de Kaho - Keisen | - District de Kasuya - Hisayama - Kasuya - Sasaguri - Shime - Shingū - Sue - Umi - District de Kurate - Kotake - Kurate - District de Mii - Tachiarai - District de Miyako - Kanda - Miyako | - District de Mizuma - Ōki - District d'Onga - Ashiya - Mizumaki - Okagaki - Onga | - District de Tagawa - Aka (village) - Fukuchi - Itoda - Kawara - Kawasaki - Ōtō - Soeda - District de Yame - Hirokawa |

## Économie
Les principales villes de la préfecture de Fukuoka forment l'un des centres industriels les plus importants du Japon, participant pour plus de 40 % dans l'économie de Kyūshū. Les industries les plus importantes sont la construction automobile, les semi-conducteurs et l'acier.

## Démographie
Population de la préfecture de Fukuoka dans les dernières années :
| 1980      | 1985      | 1990      | 1995      | 2000      | 2005      | 2020      |
| --------- | --------- | --------- | --------- | --------- | --------- | --------- |
| 4 553 461 | 4 719 259 | 4 811 050 | 4 933 393 | 5 015 699 | 5 049 908 | 5 135 214 |

## Culture
Les principaux musées de la préfecture se trouvent à Fukuoka :
- Fukuoka Art Museum - Dans le parc Ōhori à Fukuoka : art du monde entier, ancien et contemporain[3] ;

- Fukuoka Asian Art Museum - Art de différents pays d'Asie[4] ;

- Fukuoka City Museum - Pièces liées à l'histoire de la région[5] ;

- Musée de l'invasion mongole - Présente des armes et armures japonaises et mongoles du XIIIe siècle, ainsi que des peintures traitant de sujets historiques[6] ;

- Hakata Machiya Folk Museum - Dédié aux modes de vie traditionnels et à la culture de la région de Fukuoka[7].

## Tourisme
Les plus grandes villes de Kyushu, se trouvent dans cette préfecture : Fukuoka et Kita-kyushu qui sont accessibles de Tokyo en Shinkansen. Elle compte quelques sites touristiques importants, comme les trois sanctuaires Munakata-taisha à Munakata, le temple de Dazaifu en banlieue de Fukuoka, le château de Kokura, l'ancienne ville fortifiée de Kurume et le canal de Yanagawa. La ville de Fukuoka compte également d'importants musées.

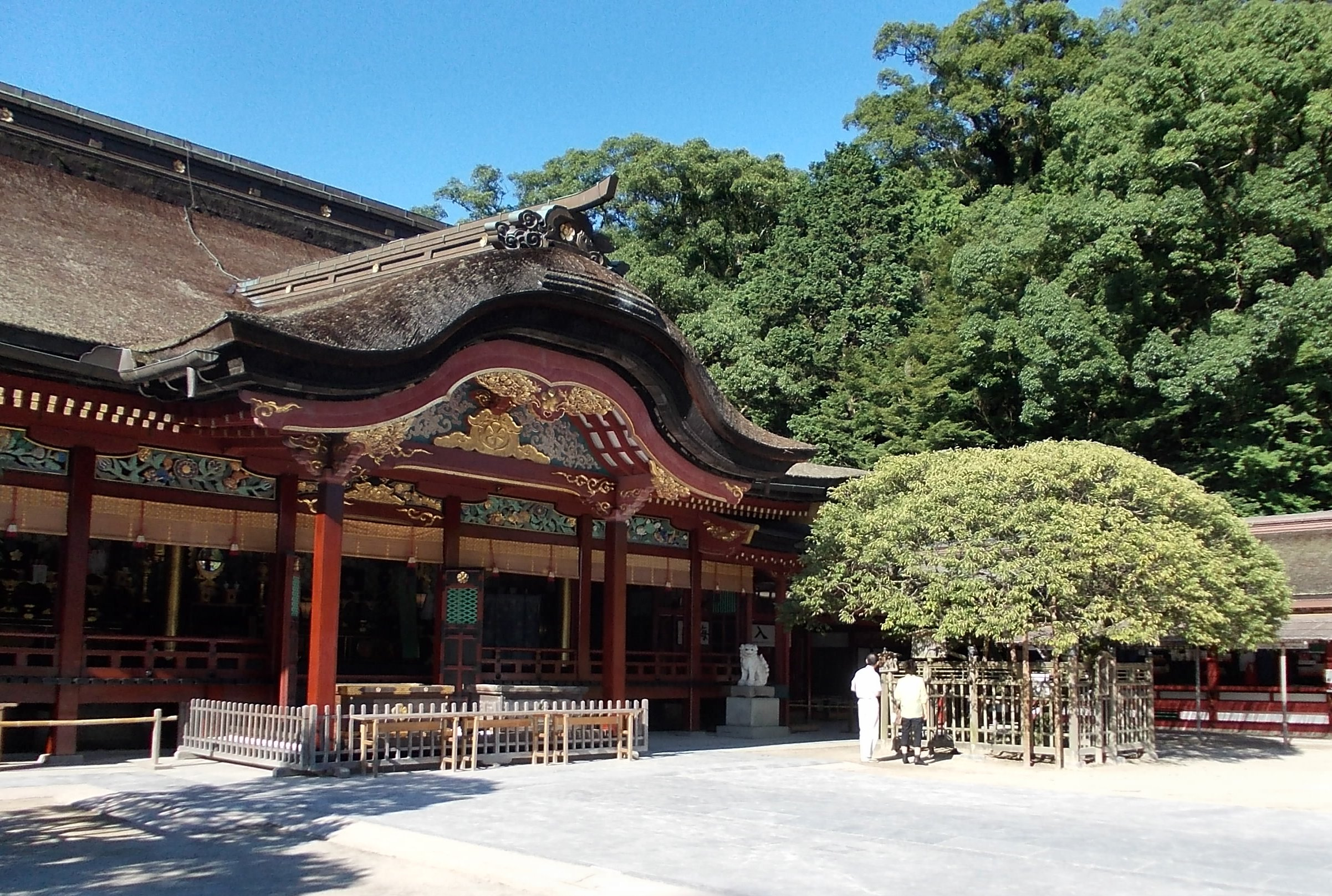
Sanctuaire Dazaifu Tenmang
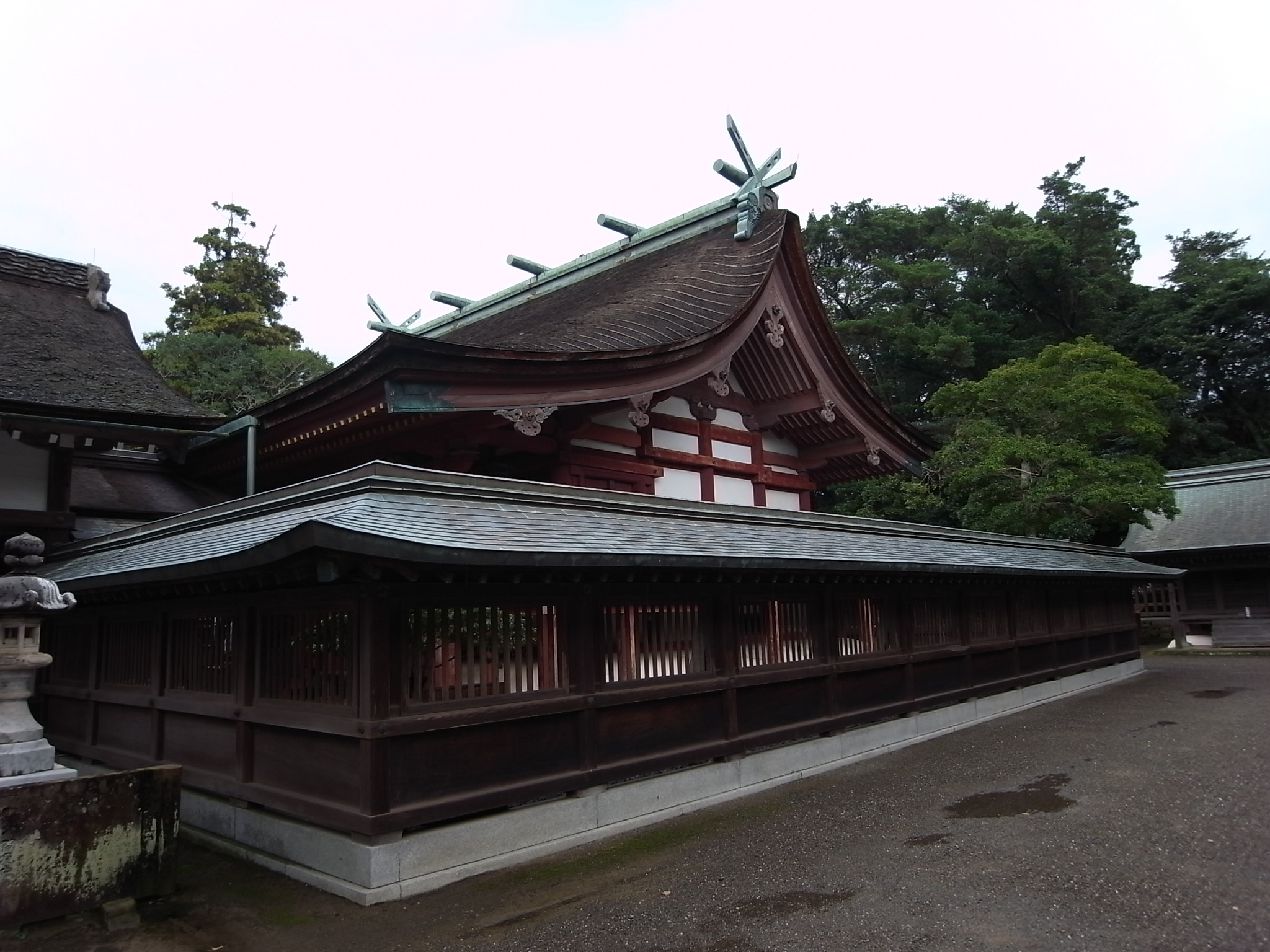
Sanctuaire Munakata-taisha
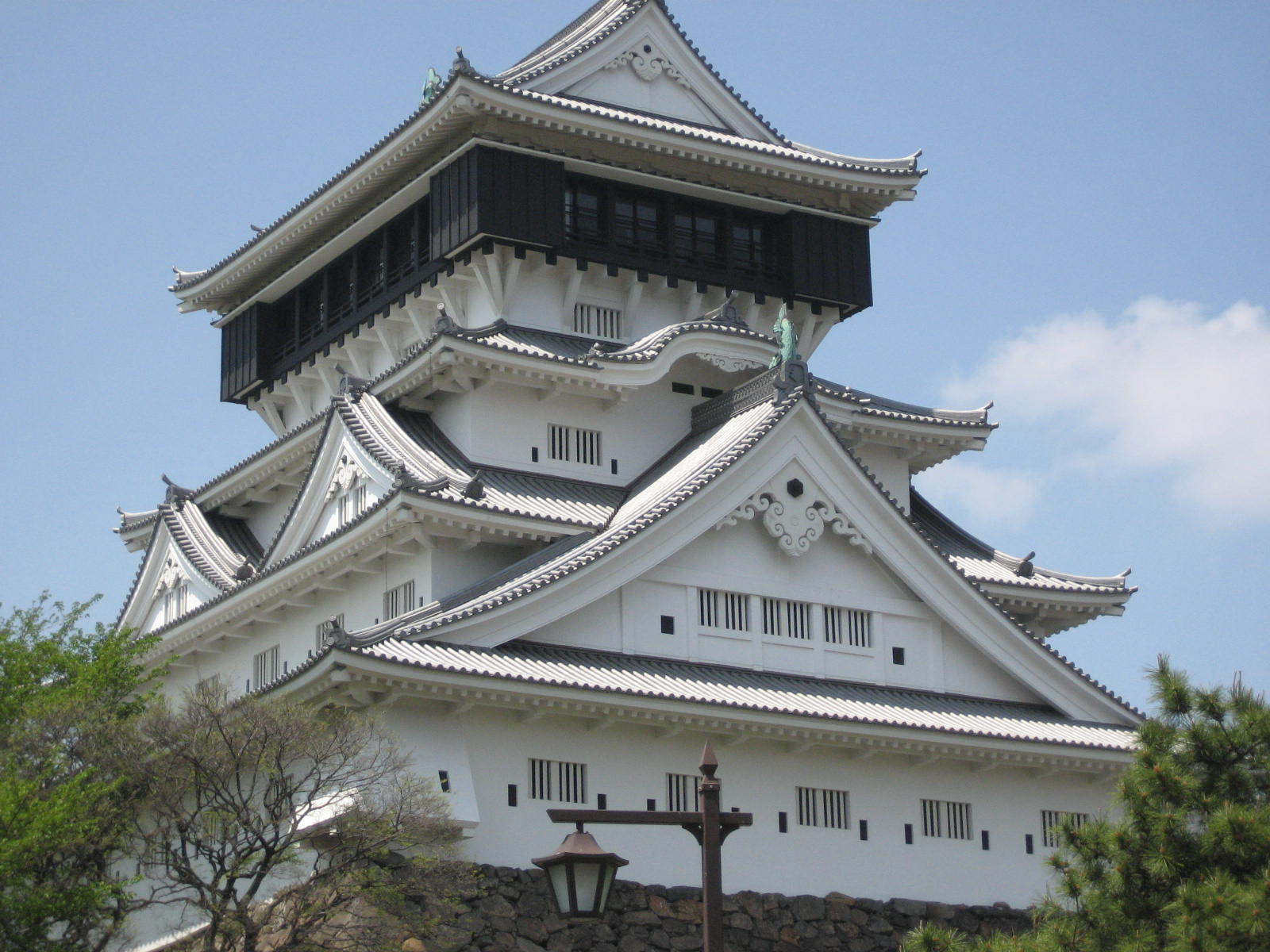
Château de Kokura
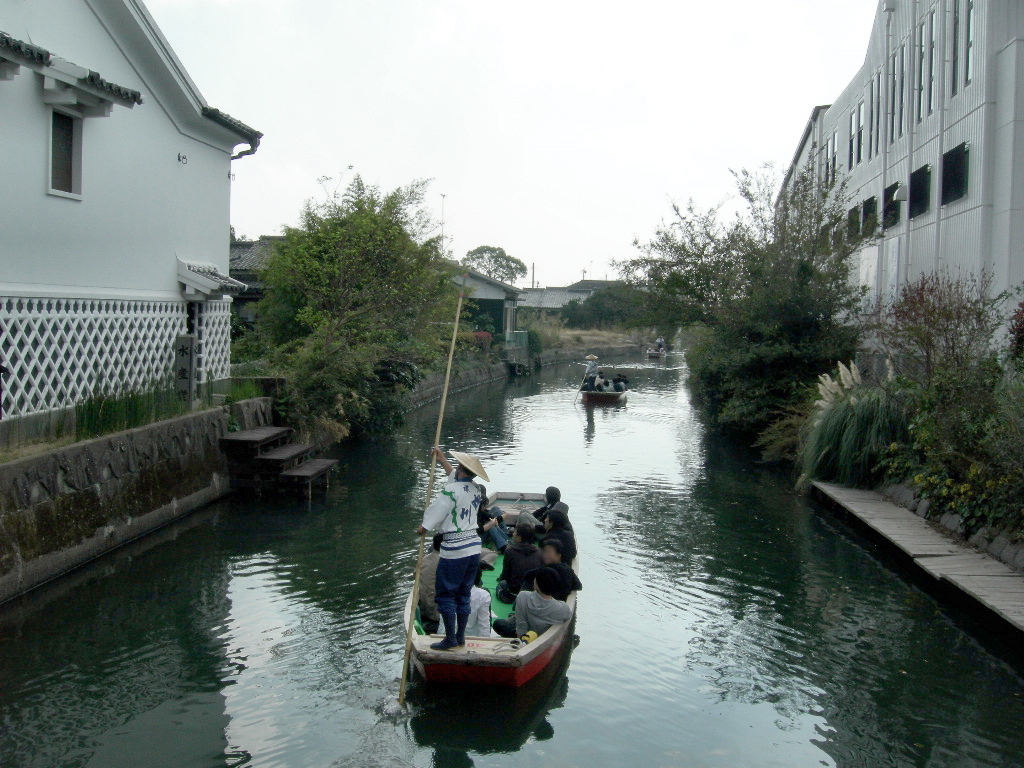
Descente du canal à Yanagawa.

## Jumelages
La préfecture de Fukuoka est jumelée avec les municipalités ou régions suivantes :
- Hawaii (États-Unis) depuis le 25 septembre 1981 ;
- Jiangsu (Chine) depuis le 4 novembre 1992 ;
- Bangkok (Thaïlande) depuis le 8 février 2006 ;
- Delhi (Inde) depuis le 5 mars 2007 ;
- Hanoï (Viêt Nam) depuis le 22 février 2008.

## Personnalités liées à la préfecture
- Kane Tanaka (1903-2022), supercentenaire japonaise et doyenne de l'humanité de 2018 à 2022.